# Vicq-sur-Mer
Ne doit pas être confondu avec Vic-sur-Aisne, Vicq-sur-Gartempe ou Vic-des-Prés.
Pour les articles homonymes, voir Vicq.
Vicq-sur-Mer est une commune française située dans le département de la Manche en région Normandie.
Elle est créée le 1er janvier 2016 sous le statut de commune nouvelle par la fusion de  Cosqueville, Gouberville, Néville-sur-Mer et Réthoville, et son chef-lieu est à Cosqueville.

## Géographie

### Localisation

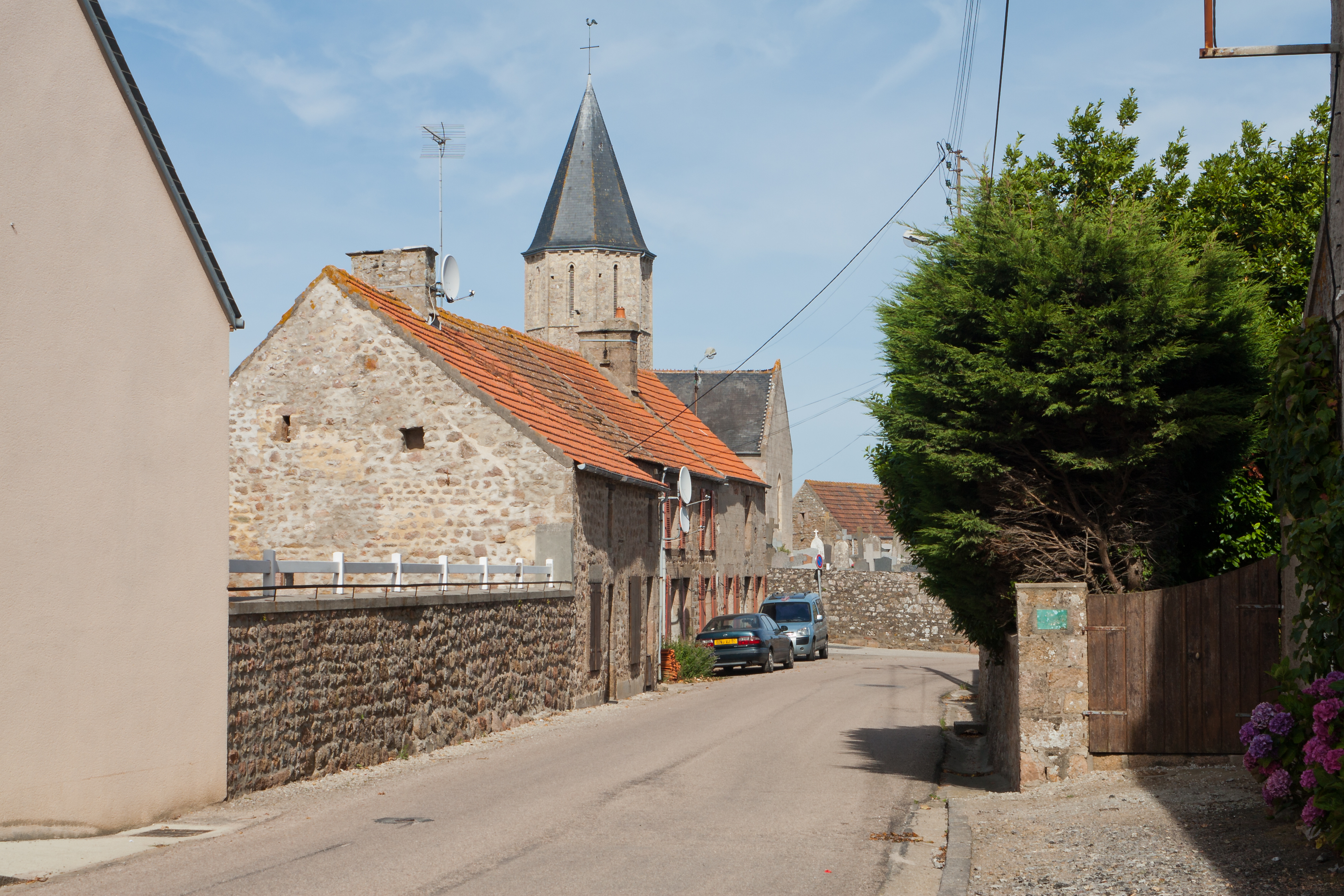
Le bourg de Cosqueville.

Vicq-sur-Mer est une commune normande qui se situe à l'extrémité nord-est de la presqu'île du Cotentin, à 17 km à vol d'oiseau au bord-est de Cherbourg-en-Cotentin, à 68 km au nord de Saint-Lô et à 11 km au nord-ouest de Barfleur.
La commune se trouve dans l'aire d'attraction de Cherbourg-en-Cotentin ainsi que dans sa zone d'emploi, et dans le bassin de vie de Saint-Pierre-Église.

### Communes limitrophes
Les communes limitrophes sont  Carneville, Fermanville, Gatteville-le-Phare, Saint-Pierre-Église, Théville, Tocqueville et Varouville.

### Hydrographie
La commune est située dans le bassin Seine-Normandie. Elle est drainée par la rivière de Varouville, le ruisseau de la Coupliere, un bras de Vatouville, le canal 05 du Marais, le cours d'eau 01 de l'Étang du Petit, le cours d'eau 01 du Hable, le cours d'eau 01 du Hameau Denneret, le cours d'eau 01 du Marais de Tocqueboeuf, le fossé 01 d'Angoville-en-Saire, le fossé 01 des Bucailles, le fossé 01 du Carrefour Mesnage, le fossé 02 du Marais de Tocqueboeuf, le No, le ruisseau de Hacouville, le ruisseau de la Fontaine des Dalles et le ruisseau de Saint-Benoit,,.

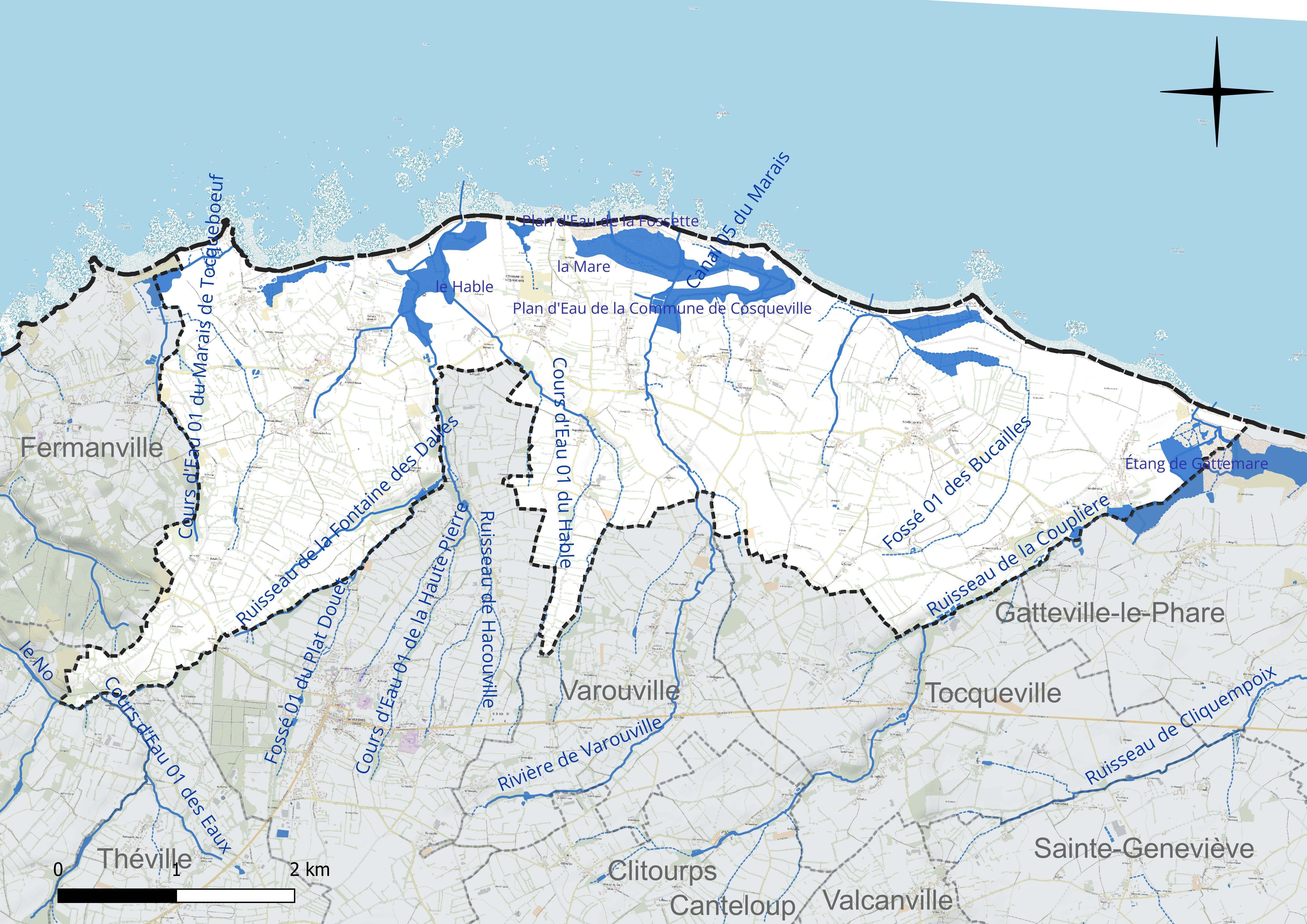
Réseau hydrographique de Vicq-sur-Mer.

Sept plans d'eau complètent le réseau hydrographique : la Mare (4,2 ha), le Hable (24 ha), le Marais (7,8 ha), le plan d'eau de la commune de Cosqueville (1,4 ha), le plan d'eau de la Fossette (2,1 ha), l'étang de Gattemare, d'une superficie totale de 17,2 ha (0,4 ha sur la commune) et l'étang du Pélot, d'une superficie totale de 0,9 ha (0,9 ha sur la commune),.

### Climat
Pour des articles plus généraux, voir Climat de la Normandie et Climat de la Manche.
En 2010, le climat de la commune est de type climat océanique franc, selon une étude du CNRS s'appuyant sur une série de données couvrant la période 1971-2000. En 2020, Météo-France publie une typologie des climats de la France métropolitaine dans laquelle la commune est exposée à un climat océanique et est dans la région climatique Normandie (Cotentin, Orne), caractérisée par une pluviométrie relativement élevée (850 mm/a) et un été frais (15,5 °C) et venté. Parallèlement le GIEC normand, un groupe régional d’experts sur le climat, différencie quant à lui, dans une étude de 2020, trois grands types de climats pour la région Normandie, nuancés à une échelle plus fine par les facteurs géographiques locaux. La commune est, selon ce zonage, exposée à un « climat maritime », correspondant au Cotentin et à l'ouest du département de la Manche, frais, humide et pluvieux, où les contrastes pluviométrique et thermique sont parfois très prononcés en quelques kilomètres quand le relief est marqué.
Pour la période 1971-2000, la température annuelle moyenne est de 11 °C, avec une amplitude thermique annuelle de 10,4 °C. Le cumul annuel moyen de précipitations est de 965 mm, avec 13,9 jours de précipitations en janvier et 6,8 jours en juillet. Pour la période 1991-2020, la température moyenne annuelle observée sur la station météorologique la plus proche, située sur la commune de Gonneville-Le Theil à 8 km à vol d'oiseau, est de 11,0 °C et le cumul annuel moyen de précipitations est de 940,4 mm,. Pour l'avenir, les paramètres climatiques de la commune estimés pour 2050 selon différents scénarios d’émission de gaz à effet de serre sont consultables sur un site dédié publié par Météo-France en novembre 2022.

### Milieux naturels et biodiversité
- Le littoral de la commune de Gouberville (Bucaille, Hennemare) et l'étang de Gattemare font partie du site d'importance communautaire Caps et marais arrière-littoraux de la pointe de Barfleur au cap Lévi proposé au réseau Natura 2000[25]. Notons l'origine scandinave des noms du littoral : Hannimara "mer de Hanni" > Hennemare, Gattomara "mer de Gatto" > Gattemare.
- Le marais de Réthoville.
- Le jardin de Cosqueville.
- La pointe du rocher de Tabot ou pointe du rocher au Pique, connue comme lieu de naufrage.

## Urbanisme

### Typologie
Au 1er janvier 2024, Vicq-sur-Mer est catégorisée commune rurale à habitat dispersé, selon la nouvelle grille communale de densité à sept niveaux définie par l'Insee en 2022.
Elle est située hors unité urbaine. Par ailleurs la commune fait partie de l'aire d'attraction de Cherbourg-en-Cotentin, dont elle est une commune de la couronne,. Cette aire, qui regroupe 77 communes, est catégorisée dans les aires de 50 000 à moins de 200 000 habitants,.
La commune, bordée par la Manche, est également une commune littorale au sens de la loi du 3 janvier 1986, dite loi littoral. Des dispositions spécifiques d’urbanisme s’y appliquent dès lors afin de préserver les espaces naturels, les sites, les paysages et l’équilibre écologique du littoral, tel le principe d'inconstructibilité, en dehors des espaces urbanisés, sur la bande littorale des 100 mètres, ou plus si le plan local d’urbanisme le prévoit.

### Occupation des sols

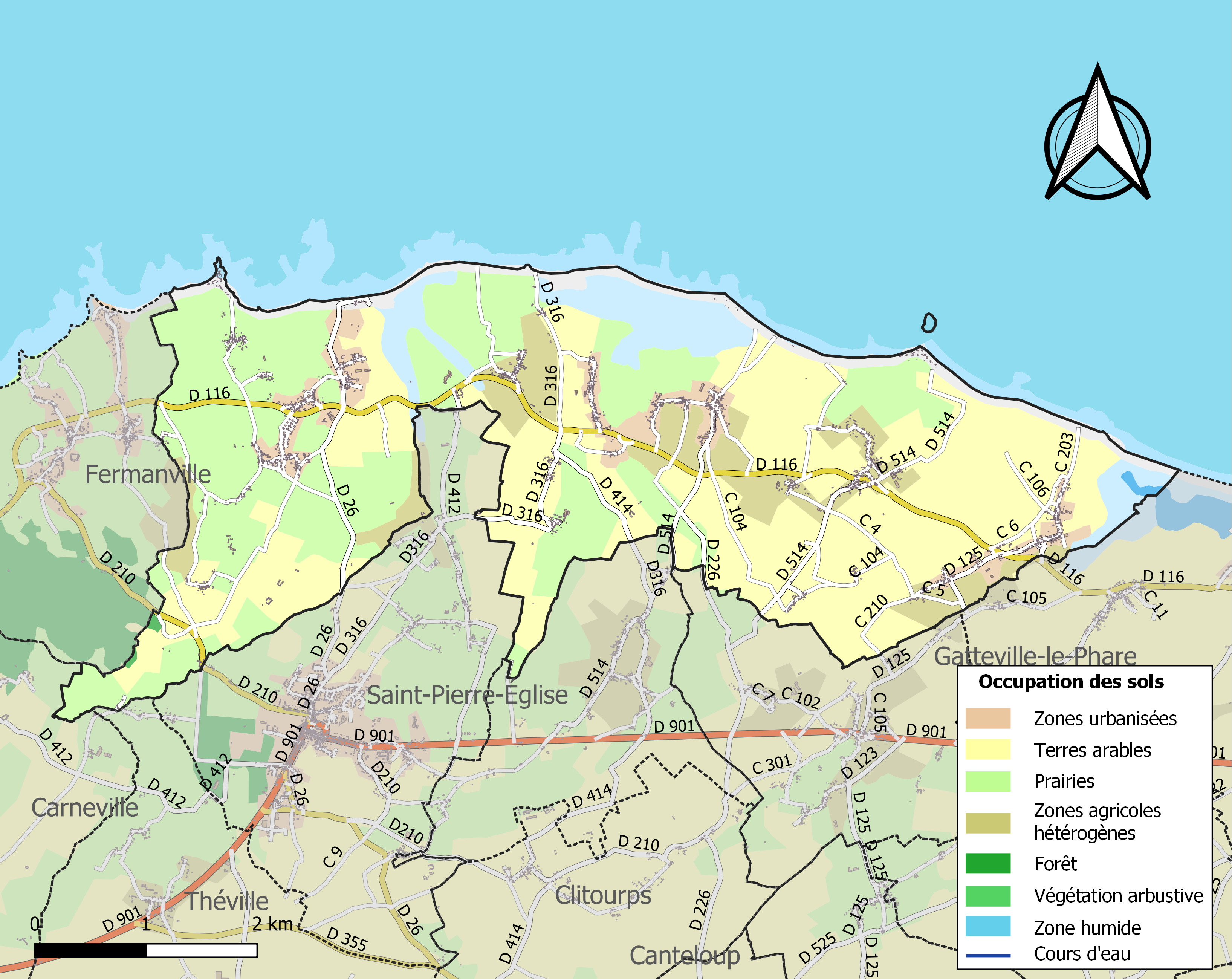
Carte des infrastructures et de l'occupation des sols de la commune en 2018 (CLC).

## Toponymie
Le toponyme Vicq-sur-Mer est officiellement créé le 1er janvier 2016 au moment de la création de la commune.
Le nom de la commune nouvelle est issu d'une consultation des habitants. Soixante-cinq personnes, habitant les communes consultées, ont déposé leurs propositions dans une urne entre le 16 septembre et le 21 octobre 2015. Les vingt-neuf élus des quatre communes concernées se sont réunis lors d'une séance publique pour choisir le nom de la commune nouvelle. Trois propositions ont été retenues : Cotensaire, Côteville-en-Saire et Vicq-sur-Mer. Après avoir procédé au vote entre les deux dernières propositions, et avec un total de dix-neuf voix, c'est le nom Vicq-sur-Mer qui a été finalement choisi, privilégiant la référence à un hameau existant. En effet, le nom de la commune nouvelle reprend le microtoponyme Vicq qui est celui d'un hameau situé sur la côte de Cosqueville.
Le microtoponyme Vicq désigne à l'origine la plage située dans une anse, mais a aussi donné son nom à un rocher situé au large : Le Vicq. Il remonte à l'ancien scandinave vík « baie », « anse ». Généralement, -vic ou -vy (variantes -vie, -vouy, -ouy) est employé comme deuxième élément d'un composé toponymique cf. Brévy, Plainvic, Sylvie, etc. Ils sont très nombreux dans le Cotentin, mais beaucoup moins fréquents ailleurs en Normandie, et en dehors de la région, inexistants. L'ancien normand wic, vic a également donné le diminutif viquet « petite porte, cachette, recoin, guichet », d'où guichet en français. Le Viquet est aussi un toponyme de la commune de Coudeville-sur-Mer.
Homonymie avec la plage de Vík en Islande. En revanche, l'homophonie avec les autres Vicq, Vic de France est fortuite, puisque dans ce cas, il s'agit du mot roman vic « bourg, village », issu du latin vicus. Voir aussi Vicques (Calvados).

## Histoire
La commune nouvelle est créée par un arrêté préfectoral du 4 décembre 2015 qui a pris effet le 1er janvier 2016 à la demande des conseils municipaux de Cosqueville, Gouberville, Néville-sur-Mer et Réthoville et qui décide leur fusion.
Le statut de commune déléguée est supprimée en mars 2020 par décision du conseil municipal.

## Politique et administration

### Rattachements administratifs et électoraux
La commune se trouve dans l'arrondissement de Cherbourg du département de la Manche.
Pour les élections départementales, la commune fait partie du canton du Val-de-Saire.
Pour l'élection des députés, elle fait partie de la quatrième circonscription de la Manche.

### Intercommunalité
Vicq-sur-Mer était membre à sa création de la communauté de communes de Saint-Pierre-Église, un établissement public de coopération intercommunale (EPCI) à fiscalité propre créé en 1993 et auquel la commune avait transféré un certain nombre de ses compétences, dans les conditions déterminées par le code général des collectivités territoriales.
Dans le cadre des dispositions de la loi portant nouvelle organisation territoriale de la République du 7 août 2015, qui prévoit que les établissements publics de coopération intercommunale (EPCI) à fiscalité propre doivent avoir un minimum de 15 000 habitants, cette intercommunalité a fusionné avec ses voisines pour former, le 1er janvier 2017, la communauté d'agglomération du Cotentin, dont est désormais membre la commune.

### Administration municipale
De sa création en 2016 aux élections municipales de 2020, le conseil municipal de la commune nouvelle est constitué de l'ensemble des conseillers municipaux des communes fusionnées, soit 45 élus.
Durant les mandatures 2020-2026 et 2026-2032, le conseil municipal est constitué de 19 conseillers municipaux, dont le maire et ses adjoints. Un de ses membres est également membre du conseil de la communauté d'agglomération du Cotentin,.

### Liste des maires
| Période      | Période                       | Identité              | Étiquette | Qualité                                                                                          |
| ------------ | ----------------------------- | --------------------- | --------- | ------------------------------------------------------------------------------------------------ |
| janvier 2016 | octobre 2024,                 | Richard Leterrier     |           | Cadre dans l’industrie navale cherbourgeoise Maire de Cosqueville (2008 → 2015) Mort en fonction |
| janvier 2025 | En cours (au 15 janvier 2025) | Dominique Hauchecorne |           | Retraité de la Gendarmerie                                                                       |

## Équipements et services publics

### Santé et solidarité
Un foyer rural est créé en 2020 par fusion d'associations qui fonctionnaient dans les anciennes communes. Il contribue à créer du lien social entre les habitants et propose une quinzaine d’ateliers.

## Population et société

### Évolution démographique
La population des anciennes communes puis de la commune nouvelle est connue par les recensements menés régulièrement par l'Insee. Ces chiffres concernent le territoire de l'actuelle commune nouvelle.
En 2025, la commune nouvelle comptait 1 083 habitants.
| 1968 | 1975 | 1982 | 1990 | 1999 | 2010  | 2015  | 2021  |
| ---- | ---- | ---- | ---- | ---- | ----- | ----- | ----- |
| 955  | 887  | 889  | 932  | 921  | 1 016 | 1 020 | 1 072 |

### Manifestations culturelles et festivités
- Le Village de Noël de Cosqueville, début décembre[45].

## Économie
Une supérette ouverte 24 heures sur 24 s'installe en 2024 place de la mairie de Cosqueville. Un distributeur automatique de fruits et légumes ainsi que de produits de bouche fonctionne dans une ferme à Réthoville, ainsi que des distributeurs automatiques de pain.
Un carrière de granit est exploitée à Cosqueville par GTM Normandie Centre. Le renouvellement de son autorisation d'exploitation et l'extension de son périmètre à 8,2 ha fait l'objet d'une enquête publique en 2023.

## Culture locale et patrimoine

### Lieux et monuments
- L'église Notre-Dame de Cosqueville, d'origine romane, dont le clocher date du XVe siècle. Le chœur d'origine a été démoli en 1770, de même que l'autel, lors de la Révolution. L'une de ses chapelles anciennement dédiée à saint Fiacre a été rebaptisée chapelle de la Sainte-Vierge. L'autre de ses chapelles, à l'origine dédiée à sainte Anne, est la chapelle Saint-Jean. Des cinq cloches de l'église qui dataient de 1770 n'en subsiste qu'une seule, les quatre autres ayant été emmenées à Cherbourg à la Révolution[50],[51].

- L'église Saint-Martin de Réthoville ; elle abrite trois statues (saint Jacques, sainte Catherine, la Vierge) qui sont protégées au titre des monuments historiques[52].
- La Vierge de la Fourche aux Loups.
- L'église Notre-Dame de Gouberville du XIIIe siècle  Inscrite MH (1975 )[53]. Il ne reste actuellement de l'ancienne église de Gouberville que le pignon ouest avec le portail et la fenêtre, la base de la tour et les trois fenêtres du chevet[54]. D'après M. du Moncel, ces ouvertures remontent à la première moitié du XIIIe siècle. Depuis, tout a été remanié ou reconstruit sous les différents curés qui se sont succédé.
Le presbytère du XVIIIe siècle, restauré, est désormais un gite[55].

- L'église Saint-Blaise d'Angoville-en-Saire[56].

- L'église de Néville-sur-Mer, qui nécessite des travaux de rénovation[57],[58].

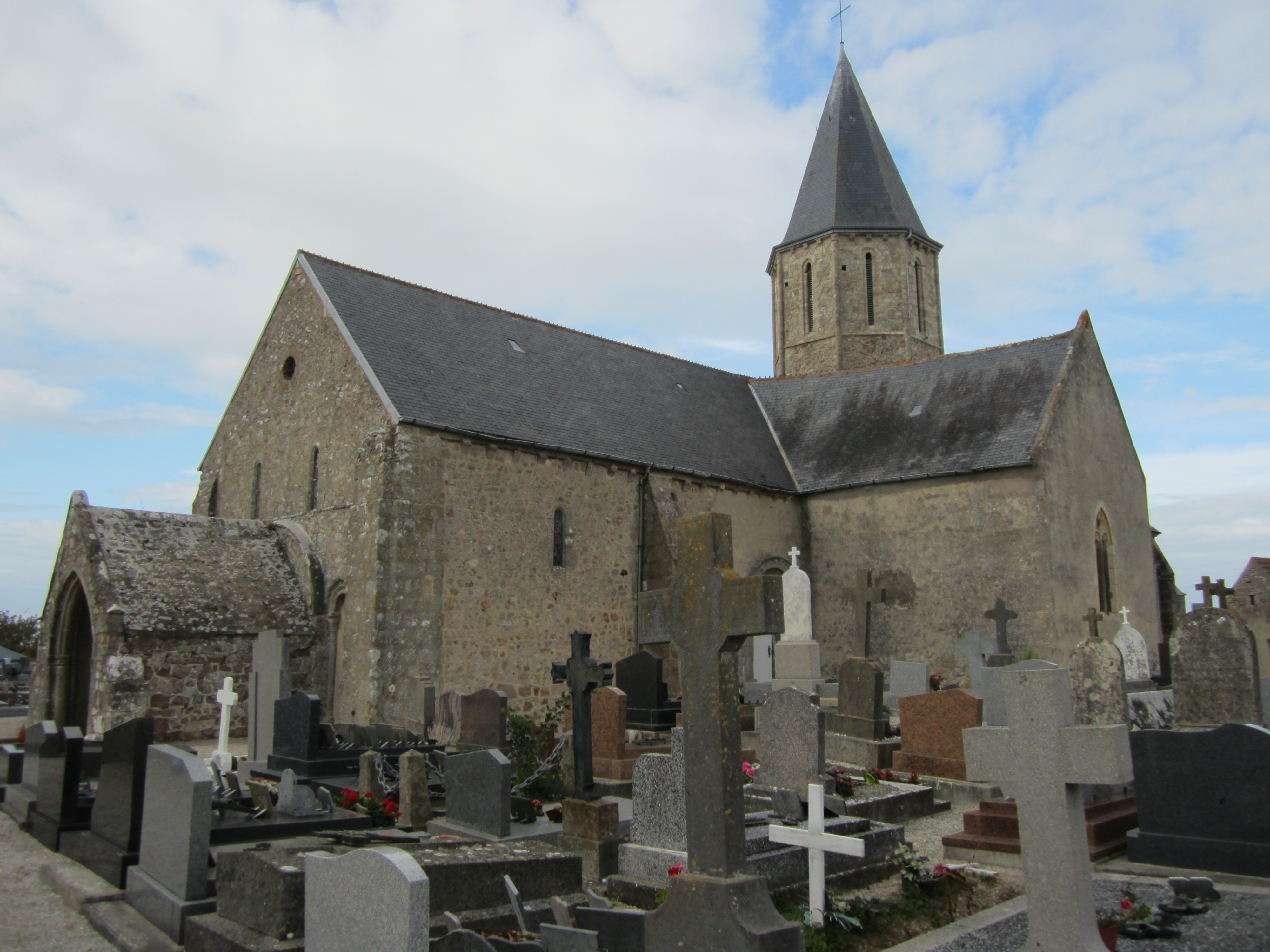
Église Notre-Dame de Cosqueville.
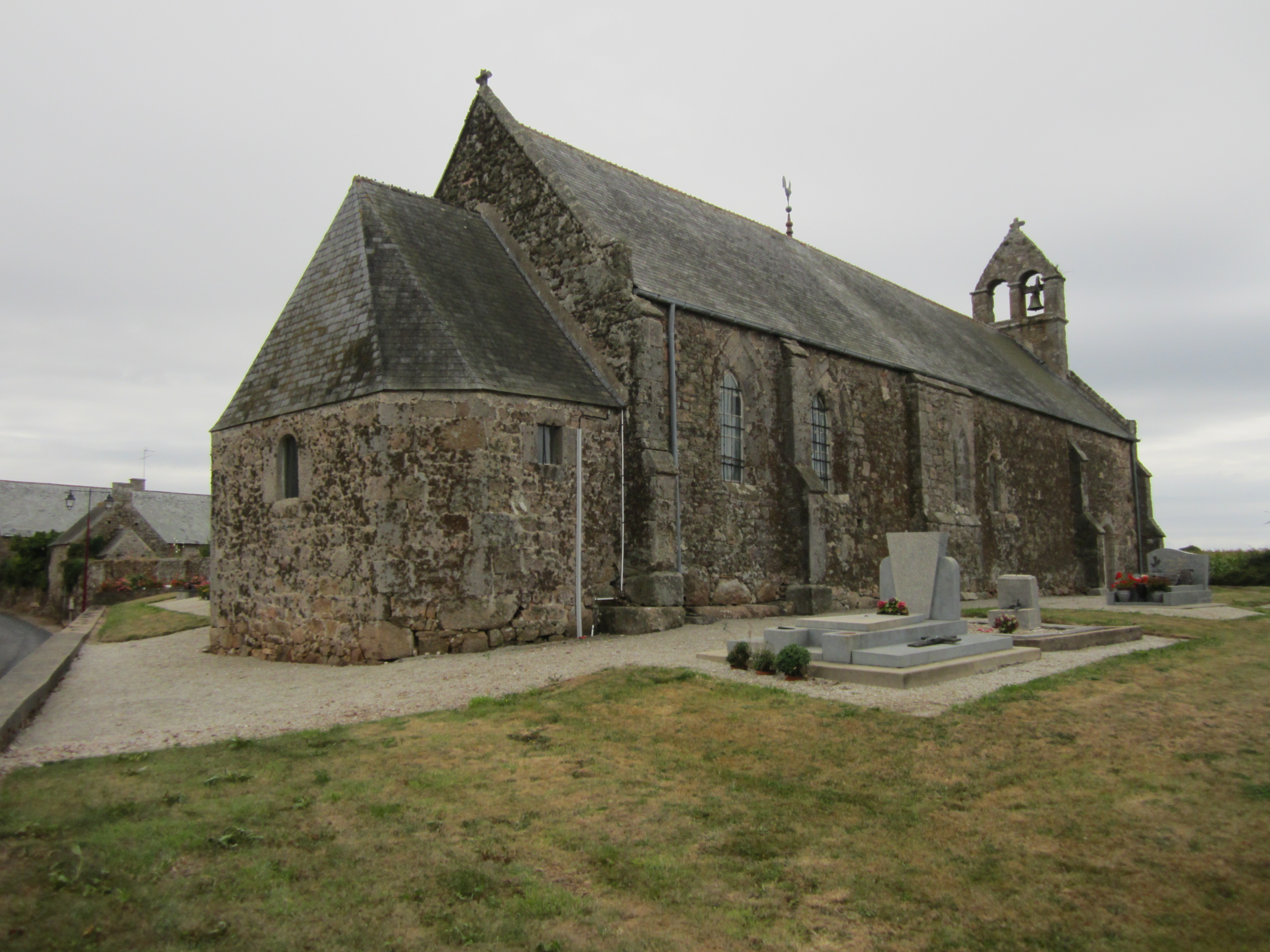
Église Saint-Blaise d'Angoville-en-Saire.
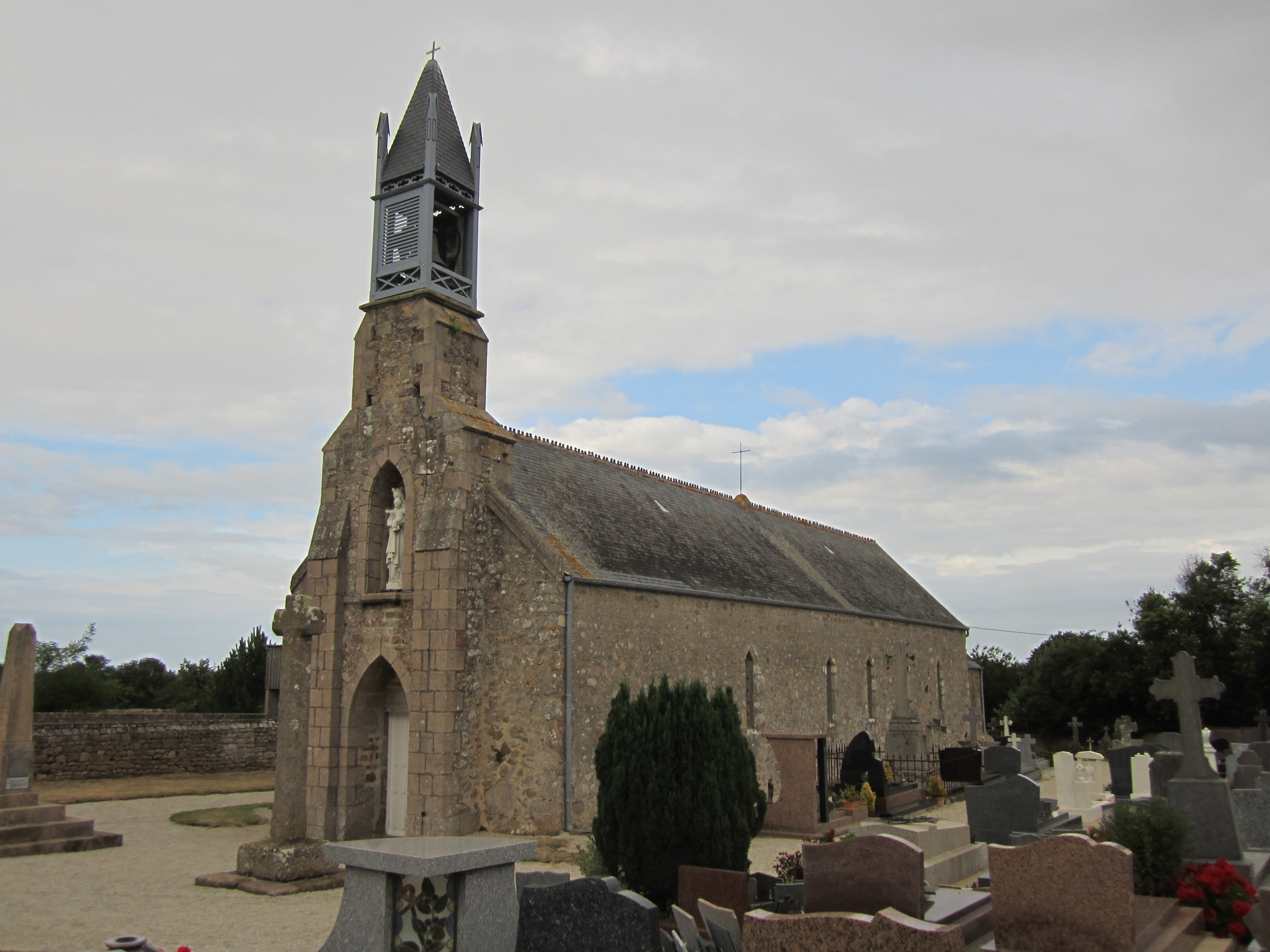
Église Saint-Sébastien de Vrasville.
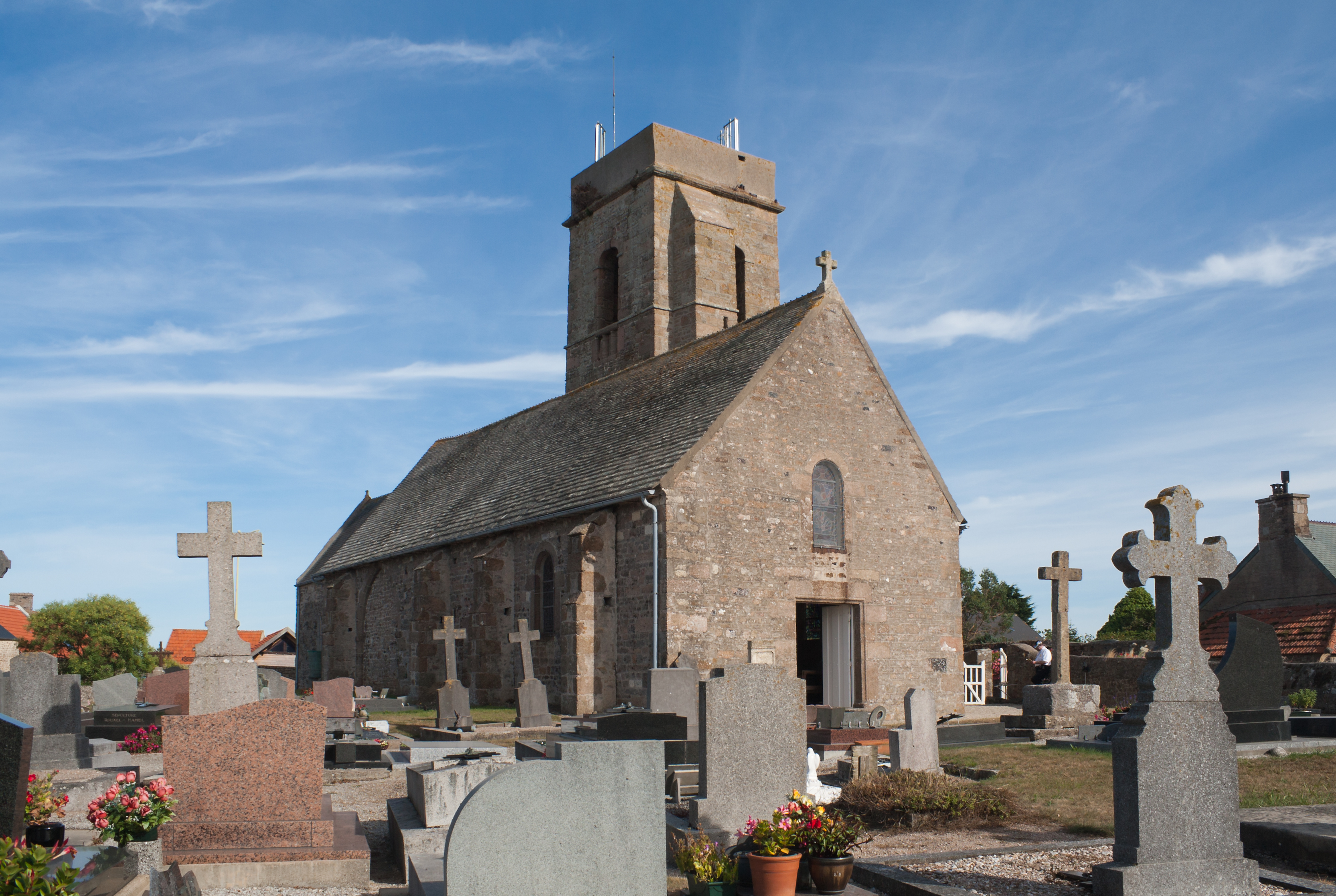
Église Saint-Martin de Réthoville.
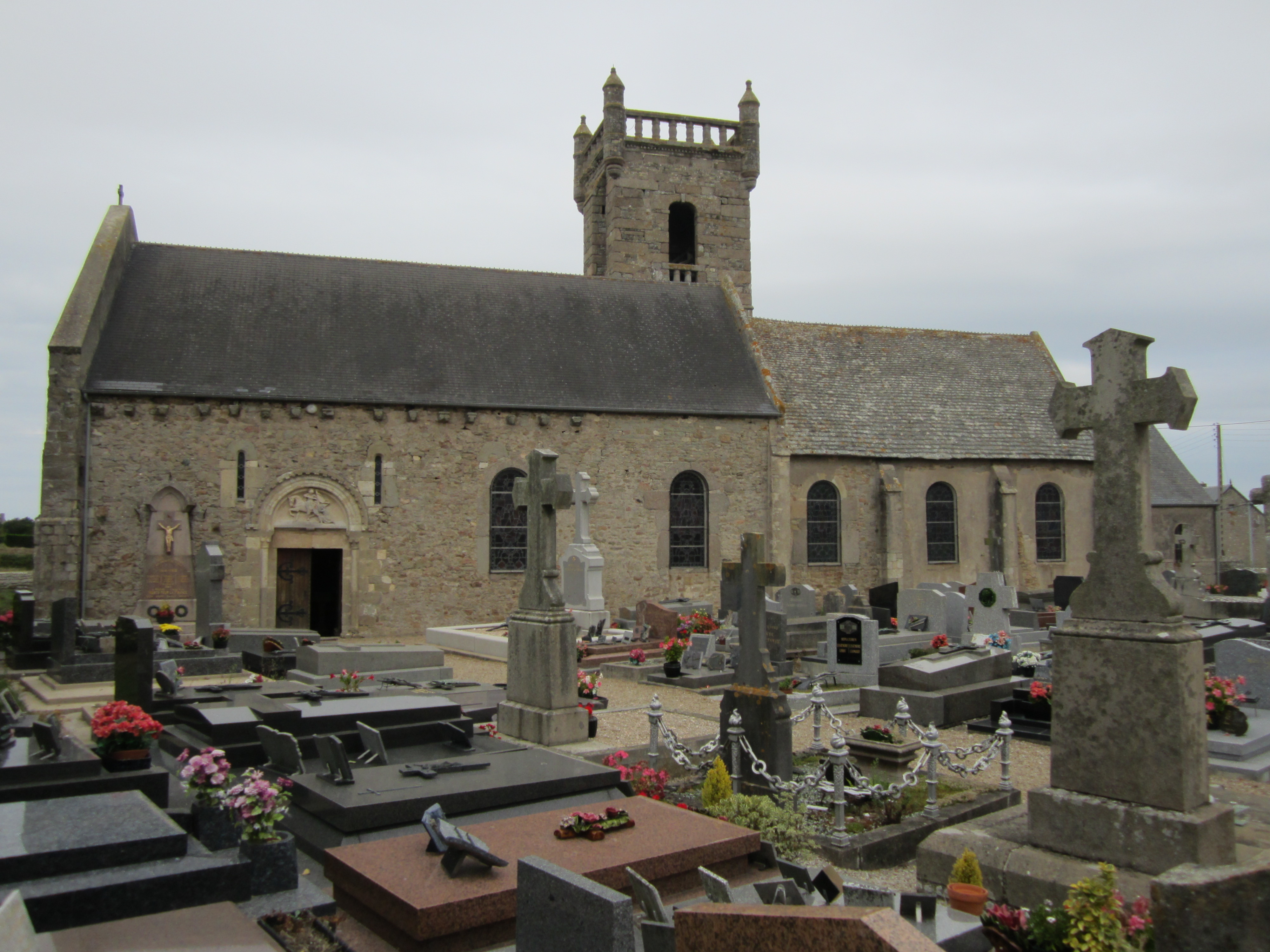
Église Saint-Martin-et-Sainte-Trinité de Néville-sur-Mer.
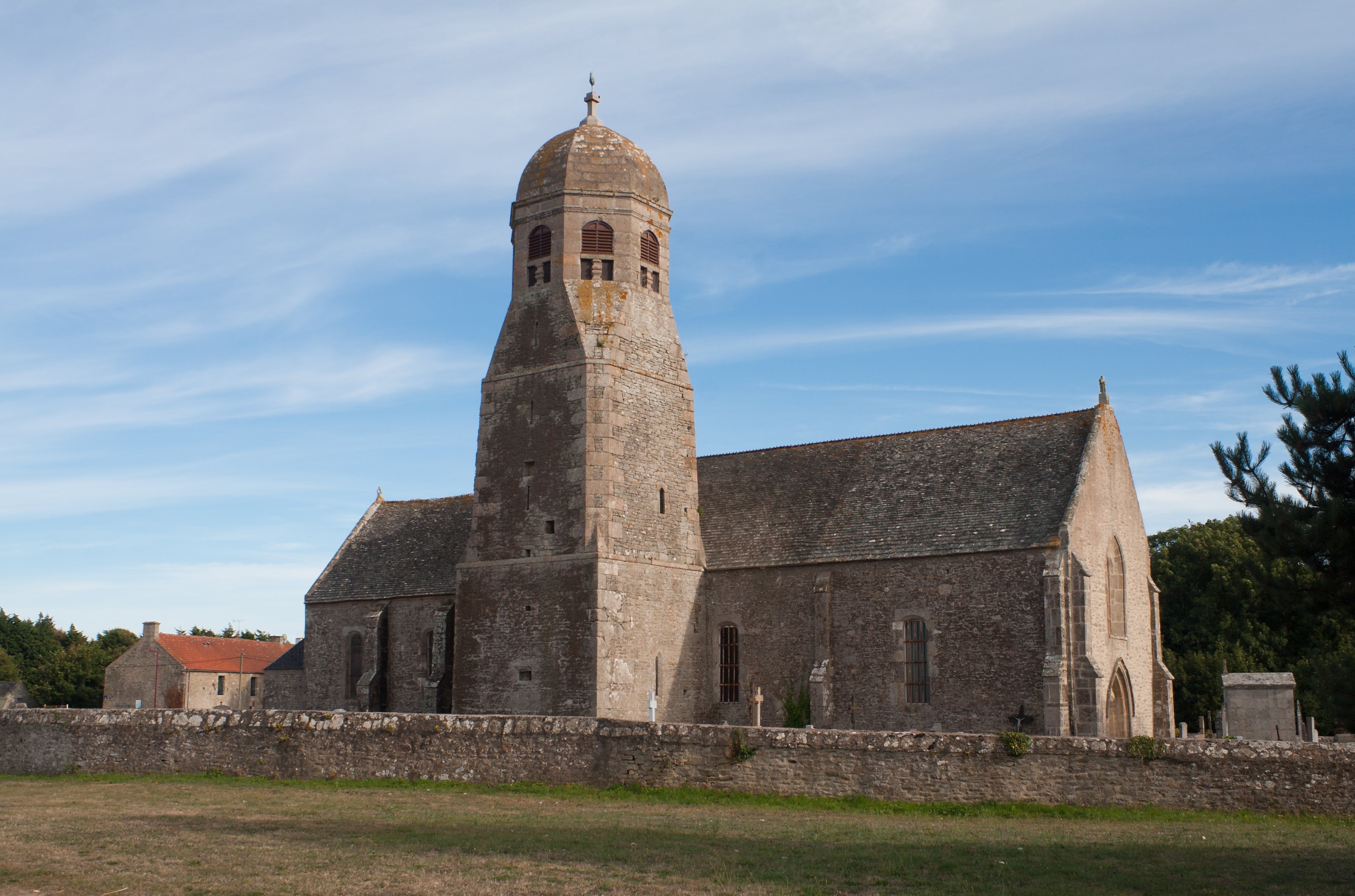
Église Notre-Dame de Gouberville.

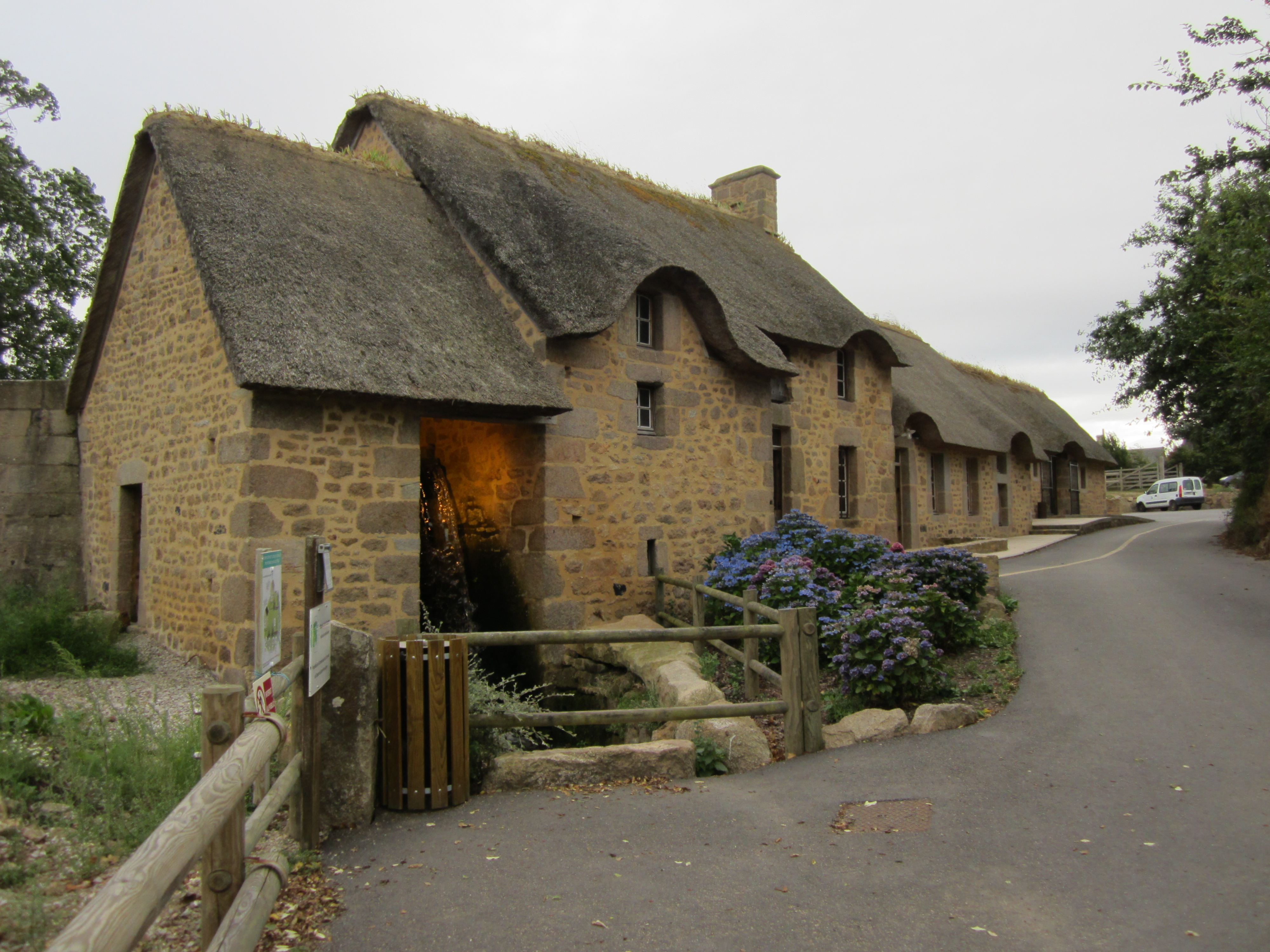
Le moulin de la Coudrairie.

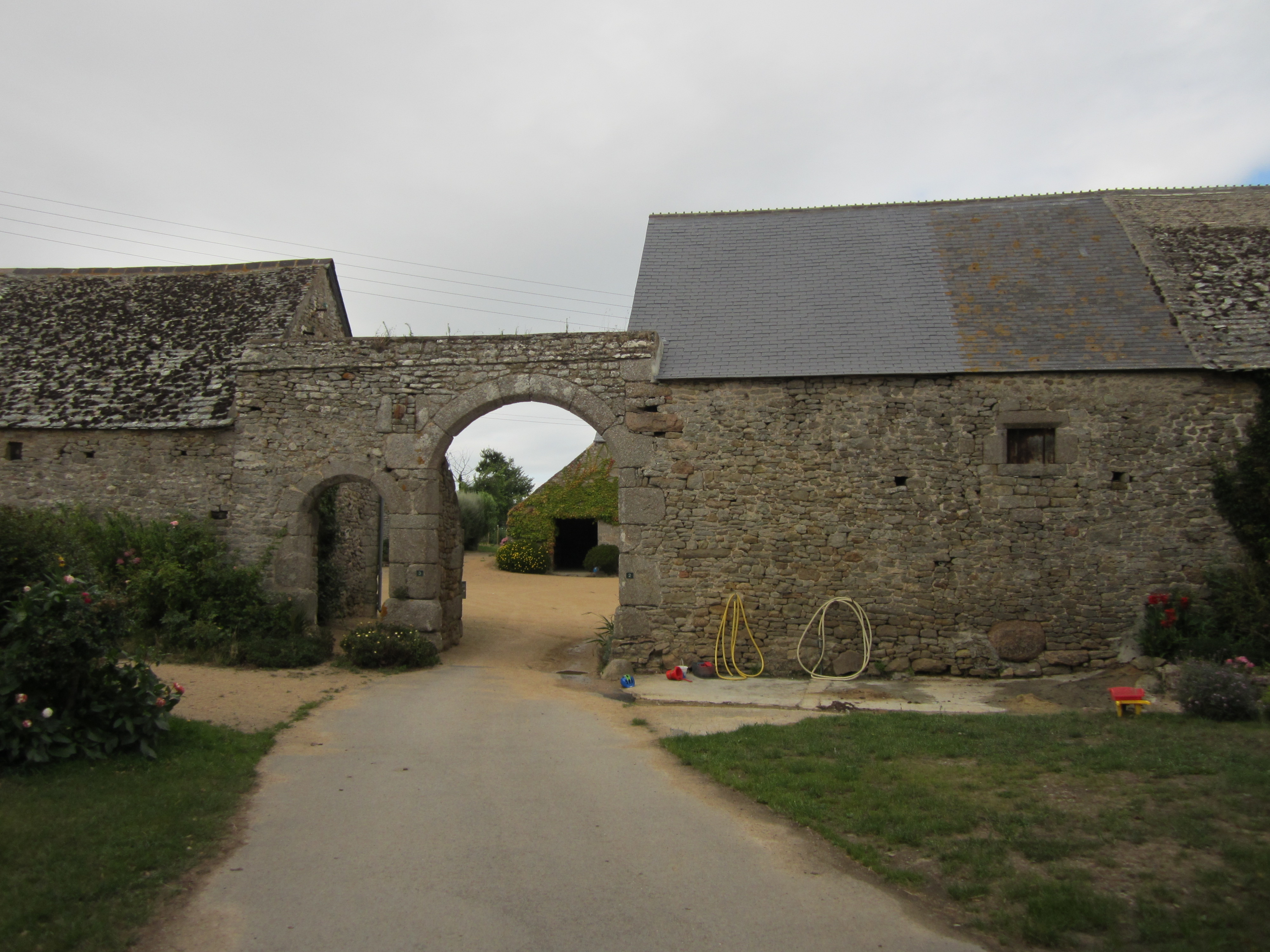
Le manoir de Herclat.

- Moulin à eau de la Coudrairie[59], appelé aussi moulin de Marie Ravenel, puisque c'est ici que travaillait la poétesse. 
Le moulin, datant du XVIIIe siècle et exploité jusqu'en 1935, racheté par l'intercommunalité, a été restauré en 1999[60],[61]. Il est équipé dispose d’une grande roue à augetss  de 3,20 m de diamètre et d’un bief d’une contenance de 500 m³[62]

- Manoir de Herclat (XVIe début XVIIe siècle),  Inscrit MH (1975, partiellement)[63].
- Fortin de la guerre de Sept Ans[64].
- Le manoir, du XIIe siècle, autrefois entouré de douves, dont il subsiste une tourelle[65].
- La motte féodale, située à côté de l'église dans un champ dit le Clos-à-Bœuf[66].
- La Maison de Cosqueville appelée le château, construit en 1751. En 1912, elle a été agrandie, notamment d'une tourelle[67].
- Les quatorze puits communaux, propriétés privées, sont surveillés par l'association Transmission des Cultures et du Patrimoine[68].
- Château (1853).
- Batterie de Blankenese.
- La plage du Vicq, longue de 500 m.[69].

- Monument aux morts  de Cosqueville, édifié à l'initiative de l’abbé Villot, curé de la paroisse par le sculpteur sculpteur de Lannion Yves Hernot au moyen d'une souscription publique et inauguré le 22 février 1921[70].

- Stèle commémorative de l'Abbé Louis Gosselin (1915-2001), située dans la cour de la mairie de Cosqueville.
L'Abbé Louis Gosselin était aumônier des hôpitaux de Cherbourg pendant l’occupation, puis curé de Cosqueville (1967 → 2001). Ce Résistant est reconnu Juste parmi les nations en 1971 pour avoir sauvé de nombreuses familles juives à Cherbourg dont la famille Sucker. Une stèle commémorative se trouve[71],[72].

On peut égalemenjt signaler :
- Rivière de la Couplière (se jette dans Gattemare).
- Fontaine Babillette.
- Fontaine Saint Benoît.

### Personnalités liées à la commune
- Gilles de Gouberville (1521-1578), sieur de Gouberville, du Mesnil-au-Val et de Russy, mémorialiste ou diariste français, auteur d'un "livre de raison", décrivant la vie d'un hobereau à la fin de la Renaissance.
- Marie Ravenel (1811-1893), meunière et poétesse, qui a vécu et exploité le moulin de la Coudraie[73].

- Le commandant René Pugnet (1880-1968), connu pour avoir été le premier commandant du paquebot Normandie, a habité Cosqueville, au hameau de la Mer[74].

- Maurice Le Coutour (1914-), supercentenaire et doyen français de puis le 7 janvier 2024 est né à Gouberville[75].

- Sophie Massieu (1975-), journaliste et animatrice télé, née à Cherbourg a vécu à Réthoville[76].
- Stéphane Cornicard (1964-), acteur, doubleur et directeur artistique français multilingue, est originaire de Cosqueville[77].

## Pour approfondir